# The Joe Satriani EP
„The Joe Satriani EP“ е EP на американския китарист Джо Сатриани, издаден през 1984 г. Записът прави впечатление със звуците изкарани от електрическата китара и с техниката на свирене. Албумът е записан по времето, когато Сатриани е учител по китара в Бъркли, Калифорния и успява да осигури на бъдещата звезда договор с Relativity Records.
Първоначално е издаден в ограничен тираж, а през 1993 г. е преиздаден в първия диск от „Time Machine“. Не е включена песента „Talk to Me“, тъй като оригиналният запис е бил повреден.